# 本間健太郎
本間 健太郎（ほんま けんたろう、1973年3月2日 - ）は、日本の俳優 パフォーマーである。東京都生まれ、神奈川県横須賀市出身のフリーである。神奈川県立富岡高校出身。
2013年 から白A（アミューズ）に所属。2019年に白Aを卒業し、ソロでパフォーマー活動を開始し、現在にいたる。
2022年10月4日に初シングル曲「World Wide Song」でシンガーデビュー。

## 出演

### 映画
- SURVIVE STYLE5+（2004年） - 研究員 役
- 石井のおとうさんありがとう（2004年） - 森友治 役
- 筆子・その愛 -天使のピアノ-（2007年） - 安吉 役
- クレーマー（2008年） - 怪しい男 役
- 制服サバイガール（2009年）
- 鷲宮☆物語（2010年）
- 大地の詩 −留岡幸助物語−（2011年） - 河上新太郎 役
- 明日の希望 −悲しみよありがとう 高江常男物語−（2012年） - 本田所長 役

### テレビドラマ
- 家に五女あり（2007年、TBS） - 菅太郎 役
- トラベルライター 榊佑子の殺人紀行（2008年、テレビ東京）
- 世直し公務員ザ・公証人8（2009年、テレビ東京）

### 舞台
- LIBERUSプロデュース 東京ギロティン倶楽部第一回公演「東京奇人博覧会」（2013年4月17日‐21日、全労済ホールスペース・ゼロ）
- 新宿コメディクラブ（2019年 新宿角座）

### CM
- 「英会話AEON」
- 「大正漢方胃腸薬」
- 「Yakultビフィーネ」
- 「ウィダー・イン」
- 「KIRIN FIRE」
- 「JT」
- 「東京電力でんこちゃんシリーズ」
- 「Intelシリーズ」他

### DVD
- 「大笑い健康プログラム」シーリーズ Dr.カタリアの声（吹き替え）

### 白Aメンバーとして
- NHK日本賞
- 世界番付

## 特技
世界の全独立国の国歌を暗唱（200カ国以上）、パソコン作業